# Salvatore Tatarella
Salvatore Tatarella (Cerignola, 11 ottobre 1947 – Bari, 28 gennaio 2017) è stato un politico italiano.

## Biografia
Nato a Cerignola l'11 ottobre del 1947, sin da giovanissimo entra nel Fronte della Gioventù, di cui diverrà coordinatore regionale e componente dell'esecutivo nazionale.
Esponente del Movimento Sociale Italiano - Destra Nazionale, poi membro del comitato centrale e della direzione nazionale, fu eletto consigliere comunale di Cerignola ininterrottamente dal 1970 sino alla sua elezione a sindaco nel 1993.
Consigliere provinciale di Foggia con il dal 1980 al 1985, fu eletto consigliere regionale della Puglia nel 1990, sedendo in consiglio fino al 1994, anno in cui divenne sindaco della sua città natale, dopo l'elezione del 16 dicembre 1993.
Nel giugno del 1994 fu eletto deputato al Parlamento europeo con circa 150.000 preferenze, nella circoscrizione Sud. Dal 1995 fu componente della direzione nazionale di Alleanza Nazionale.
Si dimise dall'Europarlamento e da sindaco per candidarsi alle suppletive della Camera dei Deputati del 1999 di Bari, nel collegio rimasto vacante per la morte del fratello Giuseppe. Risultò eletto deputato per il Polo per le Libertà e dal 1999 fu anche coordinatore regionale del partito in Puglia. Nel 1999 fu eletto anche consigliere comunale di Bari; dal 2003 al 2004 ne fu vicesindaco.
Nel 2004 fu rieletto al Parlamento europeo per Alleanza Nazionale nella circoscrizione Sud, con oltre 52.000 preferenze. Iscritto al gruppo parlamentare Unione per l'Europa delle Nazioni, fu membro della delegazione alla commissione parlamentare mista UE-Romania, della delegazione per le relazioni con i paesi dell'Europa sudorientale, della delegazione all'assemblea parlamentare euromediterranea.
Nel 2009 aderì, seguendo il suo partito AN, al neonato Popolo della Libertà, venendo nominato nella Direzione nazionale dello stesso.
Si ripresentò alle elezioni europee del 2009 con il PdL, in seconda posizione dopo Silvio Berlusconi nella circoscrizione Sud, venendo rieletto con oltre 92.000 preferenze e aderendo poi al Gruppo del Partito Popolare Europeo. Nel PE fu membro della commissione per l'ambiente, la sanità pubblica e la sicurezza alimentare e membro sostituto della commissione per i trasporti e il turismo.
Fu anche vicepresidente regionale dell'ANCI-Puglia, direttore politico del settimanale I moderati e del bisettimanale Puglia d'Oggi, fondato negli anni sessanta dal fratello Giuseppe.
Fu e membro del CdA della Fondazione Giuseppe Tatarella fino alla sua morte, avvenuta nel gennaio 2017.